# Katholm
 For alternative betydninger, se Katholm (Augustenborg Fjord).
Katholm er en gammel sædegård, som er oprettet i 1545 af Christen Fasti. Katholm ligger i Ålsø Sogn i Norddjurs Kommune, Djursland, Østjylland. Hovedbygningen er opført i 1588-1591 og tilbygget i 1622.
Katholm Gods er på 1170 hektar.

## Turisme
Publikum har adgang uden for voldgraven og til de åbne veje. "Hulvejen" til godset er i sig selv en attraktion. Den består af en vejkløft, der er så smal, at busser og lastbiler gennem årene har sat sig fast mellem de gamle bøgetræer langs vejen. Derved er der opstået nogle store overvoksede barkskader, der er med til at give hulvejen karakter.

## Ejere af Katholm
- (1545-1557) Christen Fasti
- (1557-1600) Thomas Fasti
- (1600-1611) Christence Bryske gift Fasti
- (1611-1613) Carl Bryske
- (1613-1616) Gert Bryske / Truid Bryske
- (1616-1630) Albret Skeel
- (1630-1644) Otte Albretsen Skeel
- (1644-1660) Ida Jørgensdatter Lunge gift Skeel
- (1660-1667) Albret Ottesen Skeel
- (1667-1684) Anne Henriksdatter Ramel gift Skeel
- (1684-1690) Jens Maltesen Sehested
- (1690-1724) Palle Krag
- (1724-1737) Poul Rosenørn
- (1737-1752) Mette von Benzon gift Rosenørn
- (1752-1776) Peder Poulsen Rosenørn
- (1776-1804) Mathias Peter Otto Rosenørn
- (1804-1813) Jens Jørgensen
- (1813-1818) Herman Leopold Reininghaus
- (1818) Jens Jørgensen
- (1818-1823) Niels Jørgensen / Jacob Bergh Secher
- (1823-1839) Den Danske Stat
- (1839-1876) Adolph Wilhelm Dinesen
- (1876-1916) Wentzel Laurentzius Dinesen
- (1916) Agnes Dinesen gift Knuth
- (1916-1942) Holger Collet
- (1942-1971) Carl Frederik Collet
- (1971-2007) Peter Collet
- (2007-) Marie Therese Collet